# Youssef Sebaï
Youssef Sebaï, né le 20 septembre 1978, est un haltérophile tunisien. Il a réussi rapidement à s'imposer comme le meilleur de sa catégorie (69 kg) aux niveaux arabe, africain et méditerranéen, et s'est classé troisième au niveau international.
Mais sa carrière n'a pas connu la progression escomptée ; il a ainsi été suspendu par la Fédération tunisienne d'haltérophilie et écarté de l'équipe nationale. Il a certes repris sa place par la suite mais il a perdu énormément de temps. Si ses performances demeurent remarquables au niveau continental, elles sont en deçà des promesses entrevues au début de sa carrière et ne lui permettent pas de concurrencer l'élite mondiale.
En 2002, il est élu meilleur sportif de l'année en Tunisie.

## Palmarès

### Jeux olympiques
- 2000 : 10e
- 2004 : non classé

### Championnats du monde d'haltérophilie
- 2002 : 3e avec 335 kg

### Jeux panarabes
- 1999 :  médaille d'or et  médaille d'argent (arraché et épaulé-jeté)
- 2007 :  médaille d'or (138 kg à l'arraché, 170 kg à l'épaulé-jeté et 308 kg au total)

### Championnat arabe juniors d'haltérophilie
- 1997 :  médaille de bronze (deux au total)

### Jeux méditerranéens
- 2001 :  médaille d'or (147,5 kg à l'arraché et 185 kg à l'épaulé-jeté)
- 2005 :  médaille d'or (147 kg à l'arraché) et  médaille d'argent (182 kg à l'épaulé-jeté)

### Jeux africains
- 1999 :  médaille d'or (135 kg à l'arraché, 172,5 kg à l'épaulé-jeté et 307,5 kg au total)

### Championnats d'Afrique d'haltérophilie
- 2000 :  médaille d'argent (trois en seniors) et  médaille d'or (trois en juniors).
- 2004 :  médaille d'or (147,5 kg à l'arraché) et  médaille d'argent (180 kg à l'épaulé-jeté et 327,5 kg au total)
- 2008 :  médaille d'or (135 kg à l'arraché, 165 kg à l'épaulé-jeté et 300 kg au total)